# فورما (طبق)
الفورمة هو طبق تقليدي يٌحضره يهود من تونس. تتكون من المعكرونة التي يمكن أن تُغطى باللحم أو الدجاج، وتُخبز كلها في الفرن لتشكيل نوع من «كعكة».

## التحضير
المكونات الرئيسية هي المعكرونة من نوع تالياتيلي، والبيض (مسلوق ونيء)، والبقدونس، وصلصة الطماطم، والتي يمكن إضافة قطع من اللحم أو الدجاج إليها.
يُطهي كل شيء في طبق داخل الفرن ثم يُستهلك بعد مزعه من قالب، دافئًا أو باردًا.